# Euxoa dsheiron
Euxoa dsheiron là một loài bướm đêm trong họ Noctuidae.